# Saikaidō

Saikaidō.

Saikaidō (西海道) était un important axe de circulation du système du Gokishichidō au Japon. Saikaidō signifie « route de la mer de l'Ouest ». Ce mot était aussi utilisé pour désigner l'île de Kyūshū et les îles d'Iki et Tsushima. Le Saikaidō reliait les neuf provinces suivantes :
- province de Chikuzen
- province de Chikugo
- province de Buzen
- province de Bungo
- province de Hizen
- province de Higo
- province de Hyūga
- province de Satsuma
- province d'Ōsumi